# Bruno Touschek
Bruno Touschek (n. 3 februarie 1921, Viena, Republica Austriacă – d. 25 mai 1978, Innsbruck, Austria) a fost un fizician austriac de origine evreiască după mamă, supraviețuitor al Holocaustului. Numele său este legat de cercetările asupra acceleratoarelor de particule, domeniu în care a avut contribuții cu caracter de pionierat.

## Biografie
Bruno Touschek s-a născut la 3 februarie 1921 în Viena, fiu al Franz Xaver Touschek, ofițer în armata austriacă, și al soției sale Camilla Weltman. A frecventat Liceul Piariștilor din oraș dar în 1937 i s-a interzis să continue din cauză că mama sa era evreică. A reușit să se înscrie la alt liceu, fără a-și declara originea, și a trecut examenul de bacalaureat (Abitur) în februarie 1938. La 13 martie 1938 Austria era anexată (Anschluss) de Germania Nazistă; în iunie 1940 Touschek a fost exmatriculat de la Universitatea din Viena, unde începuse studii de fizică și matematică.
A studiat însă în Hamburg, unde trecutul său nu era cunoscut, cu Wilhelm Lenz și Hans Jensen; a lucrat la diverse firme pentru a-și câștiga existența. Aici a început în 1943 o colaborare cu Rolf Widerøe, pentru proiectarea unui betatron. În 1945 a fost arestat de Gestapo. În timpul unui marș spre lagărul de concentrare din Kiel, epuizat de febră, a căzut într-un șanț, a fost împușcat de un ofițer SS și abandonat acolo; a fost găsit de niște civili care și-au dat seama că nu era mort și l-au dus la un spital unde a fost tratat dar și denunțat. A fost transferat la o închisoare din Altona din care a fost eliberat de trupele britanice în iunie 1945. La începutul lui 1946 a ajuns la Göttingen, unde a elaborat teoria betatronului; aceasta a constituit subiectul tezei de licență care i-a adus titlul de Diplomphysiker. A fost numit cercetător la Institutul Max Planck din Göttingen.
În februarie 1947 Touschek a obținut o bursă de studiu la Glasgow, unde s-a interesat de construcția sincrotronului de 350 MeV. A obținut titlul de Philosophiæ doctor (Ph.D.) pe baza unei teze asupra excitației nucleare și producerii de mezoni. A fost numit lector (Official Lecturer in Natural Philosophy) la Universitatea din Glasgow⁠(en)[traduceți], poziție pe care a deținut-o până la plecarea sa în Italia.
În decembrie 1952 Touschek a fost numit cercetător gradul 2 la secția din Roma a Institutului Național de Fizică Nucleară (Istituto Nazionale di Fisica Nucleare), al cărei director era Edoardo Amaldi. A desfășurat o intensă activitate de cercetare și didactică. În 7 martie 1960, într-un seminar ținut la Laboratori Nazionali di Frascati, a demonstrat pentru prima dată importanța unui studiu sistematic al ciocnirilor electron-pozitron și modul în care ele pot fi realizate într-un inel magnetic în care pachete de electroni și pozitroni de aceeași energie circulă în sensuri opuse și se ciocnesc frontal. A fost inițiat un proiect pentru construcția primului inel de acumulare e–e+, ca prototip pentru testarea posibilității de realizare a unui accelerator de particule bazat pe ideile lui Touschek. Au fost identificate resursele pentru construirea primei mașini de acest tip, numită AdA (Anello di Accumulazione), care a intrat în funcțiune în 27 februarie 1961.
În anii 1964–1968 a lucrat în Italia și la CERN ca cercetător și a ținut conferențe asupra acceleratoarelor de particule de tip collider. În 1975 a fost distins cu Medalia Matteucci. A decedat în 25 martie 1978 la Innsbruck, la vârsta de 57 de ani, în urma unei serii de come hepatice.

## Opera
Ideea ciocnirilor frontale particulă-antiparticulă, concretizată în construirea primului inel de acumulare AdA, este aplicată în toate acceleratoarele de particule moderne; ea reprezintă o contribuție fundamentală la tehnologia cercetărilor de particule elementare. Dar Touschek a publicat, de-a lungul vieții, și numeroase lucrări de fizică nucleară, fizica mezonilor, mecanică cuantică, teoria cuantică a câmpurilor, precum și o serie de texte universitare, printre care un curs de mecanică statistică.
Touschek avea o îndemânare deosebită în caricaturizarea persoanelor și situațiilor pe care le întâlnea în activitatea sa zilnică. Au rămas în colecțiile prietenilor și colegilor săi o serie de desene executate spontan în timpul sesiunilor de examene la facultate sau în felurite ședințe și comisii de la Istituto Nazionale di Fisica Nucleare sau Laboratori Nazionali di Frascati.